# Scipio (staf)

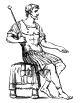
Porsenna met een scipio in zijn hand berecht Mucius Scaevola vanop zijn tribunaal (naar een reliëfsteen)

Een scipio is een typisch Romeinse ivoren scepter. De letterlijke betekenis van scipio is "een ceremoniële staf". De scipio was oorspronkelijk voor de koningen van Rome. Later werd hij gebruikt als ceremoniële staf van de  consuls.